# 立川志の輔

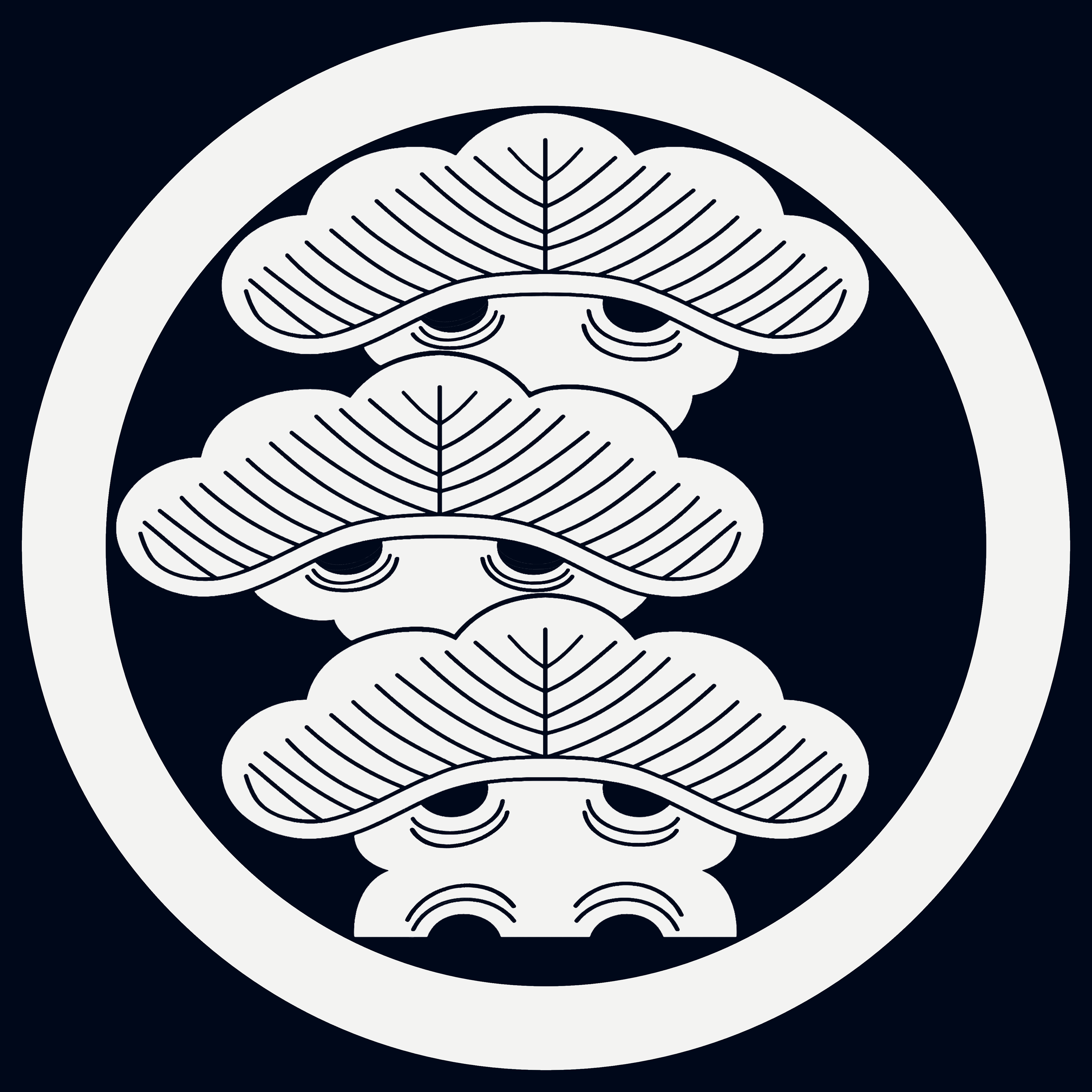
"丸 に 左三蓋松（まる に ひだりさんかいまつ）"は、立川流の定紋である。

立川 志の輔（たてかわ しのすけ、1954年〈昭和29年〉2月15日 - ）は、日本の落語家、タレント、司会者。本名：竹内 照雄（たけうち てるお）。富山県新湊市（現：射水市）出身。一般社団法人落語立川流代表。オフィスほたるいか所属。出囃子は『梅は咲いたか』。血液型はA型。

## 来歴

### 生い立ち・学生時代
富山県（富山市）岩瀬で生まれたが、幼いころに両親が離婚。その1年後に母親が亡くなり、新湊市で古道具店を営む母方の祖父母宅で祖父母と母親の兄の伯父夫婦家族と5歳のころから共に生活し、伯父夫婦には実の子のように育てられた。祖父が落語を好み、落語との出会いは家族がテレビで見ていた5代目柳家小さんだったが、大学生になるまでは落語には興味を持っていなかった。父親とは、2000年ごろに楽屋に訪ねてくるまで交流はなかった。
高校は富山県立新湊高等学校へ進学。祖父が建てた別家で一人暮らしを始める。ソフトテニス部に所属し、富山県代表でインターハイに出場したこともある。
祖父が「この子は大学へは行かせてやってくれ」と伯父夫婦に頭を下げ頼んだことにより、大学へ進学することとなった。学生時代には伯父夫婦から仕送り（学費、生活費など）を受けていた。明治大学経営学部に進学。在学中は落語研究会（落研）所属。同落研での伝統ある高座名「紫紺亭志い朝」を2年先輩の三宅裕司（4代目）から引き継ぎ、5代目紫紺亭志い朝として活動。その後、2年後輩の渡辺正行に譲る（6代目）。大学卒業後、すぐに落語家に入門しなかったのは、落語家になると前座修行と並行して自由にアルバイトすることが許されないため、結果的には仕送りを受け続けることになると考えたからである。先輩の三宅裕司の影響もあり、演劇にも興味があり、演劇の勉強ならばアルバイトをしながらでもできると思い演劇の世界へと進んだ。演劇の勉強をしたことは、少なからず落語家としての志の輔にも反映されている。

### アルバイト、会社員時代、談志門下入門
大学卒業後は、さまざまなアルバイトをしながら、劇団「シェイクスピア・シアター」や劇団「昴」の養成所に所属、演劇の勉強をする。その後、串カツ屋でのアルバイト生活がメインとなり、アルバイト後によく食事に行っていた新宿ゴールデン街で知り合った広告代理店関係者に誘われて、金沢市の広告代理店、株式会社ニットーに入社。テレビCM制作などに従事、ディレクターとして制作した仏壇店のコマーシャルは石川県で30年以上放映された。高校時代の同級生と結婚。28歳のころ、社長から「現場も営業も経験したけれど、これからどうする？」（社内でどの職種で働きたいか）という話があり、自身では頭の片隅で落語のことが忘れられず、「半分以上は落語家がいいんじゃないか」と思いながらも「このまま会社にいるのは失礼で、自分自身が辛い」と感じ、区切りをつけるために退社。
大学在学中の落研時代から3代目古今亭志ん朝への憧れが強かったが、国立演芸場での「談志ひとり会」で7代目（自称5代目）立川談志の『芝浜』を観たことが、談志に入門する決め手となった。この時の談志の『芝浜』は、従来の『芝浜』とは異なる作風へと劇的に変化したものだった。
落語家への転職を半年近く悩み、大学の同級生で落研でも一緒だった談志門下の立川談之助に相談し、決意する。談志門下には大学の後輩の立川談幸がいるが、志の輔のほうが入門が後だったため、談幸は兄弟子である。1983年1月、28歳で入門。「志の輔」の前座名で立川流の落語家となる。

### 売れっ子に
1983年、師匠・談志が一門と共に落語協会を脱退。志の輔が寄席定席での前座修行を直前に控えての脱退劇だったため、志の輔は前座として寄席での仕事や高座に上がることは一度もなかった。
前座修行中、通常はほぼ無収入なのだが、前職の広告関係の知り合いからナレーションの仕事などの依頼があり、小遣い程度の収入はあった。
1984年10月、二つ目に昇進。高座名も引き続き「志の輔」を名乗る。この頃から「志の輔」の名前を付けた落語会を開催するようになる。1984年2月に開催した、上野本牧亭での「勝手に志の輔の会」など。
1985年、情報ワイド番組『朝のホットライン』（TBSテレビ）レポーターに就任。その後、他の放送局からの仕事も一気に増えて売れっ子となった。
1990年5月、「志の輔」の名前のまま、落語立川流真打に昇進。
2003年から毎年1回、志の輔を座長に富山県出身の芸能人を集めて「越中座」という寄席形式での公演を富山県民会館にて開催。2006年からは東京でも開催し、ゲストに笑福亭鶴瓶が昼夜公演に飛び入り出演した（鶴瓶はその後、富山公演にも県外出身者ながら特別出演した）。志の輔は、昼公演では越中語（富山弁）で落語、夜公演では英語落語に挑戦した。富山県内の落語会では越中語（富山弁）での落語を披露することも多い。
2003年3月、現代落語の衰退を憂い、東西、流派を超えた落語家達と共に落語家グループ「六人の会」を結成し、「東西落語研鑽会」などの落語会を開催。2004年から2008年までは、毎年7月、「六人の会」を中心に「大銀座落語祭」を開催した。
2004年に「志の輔らくご in パルコ vol.9」で初演した新作落語『歓喜の歌』は映画化され、2008年2月に公開、志の輔自身も落語家役で短く出演した。同年、大泉洋主演により、北海道テレビ開局40周年記念作品としてテレビドラマ化され（オリジナルとは設定がやや異なる）、9月7日にテレビ朝日系で全国放送された。
2008年6月7日、志の輔の故郷である富山県の富山市中央通りの商業ビル「セプラビル」3階にあった映画館を改装し、北陸銀行グループにより「てるてる亭」を開設。定員266名の演芸ホールの「席亭のような、館長のような、番頭のような者」に就任。開設にあたり、運営関係者からは「ホール名のどこかに『志の輔』を入れてほしい」と提案されたが「照れてしまう」との事で、志の輔の本名が「照雄」で「照ちゃん」と呼ばれていたことから「てるてる亭」と命名した。自身もほぼ毎月1回、同ホールで「志の輔のこころみ」と題した落語会を開催している。
2015年の秋の褒章にて、紫綬褒章を受章。
2018年4月、富山国際大学の客員教授に就任。任期は2021年3月までの3年間。
2020年12月17日からサンケイホールブリーゼで「志の輔らくご in 大阪2020」を公演予定だったが、12月18日朝に公演スタッフ1名に体調不良者が出たためPCR検査を受けたところ、そのスタッフから陽性反応を確認。12月18日 - 20日公演は急遽中止となった。志の輔は当該スタッフと濃厚接触者だったことから12月31日まで健康観察期間となったことに伴い、12月31日に出演が予定されていた横浜にぎわい座の「クライマックス寄席」への出演も見合わせた。
2021年1月4日、肺炎のため入院したことを発表。健康観察期間最終日の2020年12月31日に体調不良を感じ、病院で診察を受けたところ肺炎と診断されたことを明らかにした。抗原検査は陰性。翌5日から予定していた『PARCO劇場オープニング・シリーズ 志の輔らくご 伊能図完成200年記念「大河への道」』の全公演が中止となった。1月7日、退院。2月11日に富山市中央通りにあるてるてる亭で行われた「志の輔のこころみ」で「ハナコ」を演じ、復帰を果たした。
2024年1月、落語立川流の代表を土橋亭里う馬から引き継ぐ。6月、落語立川流の一般社団法人化に伴い、代表に就任した。

## 芸歴
- 1983年1月 - 七代目立川談志に入門、「志の輔」を名乗る。
- 1984年10月 - 二ツ目昇進。
- 1990年5月 - 真打昇進。

## 受賞歴
- 1990年 - 第44回文化庁芸術祭賞 演芸部門
- 2008年 - 第57回芸術選奨文部科学大臣賞 大衆演芸部門

## 特徴
- 新しい解釈をもとに演劇的要素も取り入れ、古典落語を現代にも通じる芸能へと展開させて演じている落語家。師匠・7代目（自称5代目）立川談志も志の輔の芸を高く評価している。
- 落語立川流所属の落語家だが、現在は個人事務所「オフィスほたるいか」を立ち上げて独自にマネージメントを行い、「日暮里寄席」などの立川流一門の定期興行には殆ど参加せずに、全国各地での独演会や落語会への出演で、年間150本以上の高座を務めている（定席の寄席には出演できないが、人気が高いために高座に上がる回数は多い）。
- 立川流関連の会で、2019年現在志の輔が出演・参加しているのは、国立演芸場の「立川流落語会」、よみうりホールでの「談志まつり」、談春・生志・雲水との「傳志会」である。
- 毎年、新作落語の会「志の輔らくご」を開催し、好事家だけのものではない新感覚の落語を提案している。各種メディアに取り上げられることも多く、新たな落語ファンをも発掘。独演会や落語会など「チケットの取りにくい落語家」の代表格になっている。
- 新作落語を殆どやらなかった師匠と異なり数多くの新作落語を創作し、口演している。最初の創作落語は『親の顔』。小説家・清水義範の短編小説『バールのようなもの』をもとにした新作落語で、創作にあたって清水義範本人から許可をもらった。それ以降、清水義範とは交流があり、「自分の作品はいつでも落語にしてよい」とのお墨付きをもらっている。他にも、清水義範の短編小説やエッセイをもとにした『バス・ストップ』（原作：『バスが来ない』）、『みどりの窓口』（原作も同名）などの新作落語があり、志の輔が口演する新作落語の代表作となっている。
- 1996年からは「志の輔らくご in パルコ」を、渋谷PARCO劇場で毎年開催（2005年は未開催（PARCO劇場の改装工事などの関連もあり））。2006年1月には「志の輔らくご in パルコ vol.10」で、落語界でも初めての同一会場での1か月公演を行い話題となる。以後、2016年に渋谷PARCOが休館になるまで毎年1月に公演が行われていた。2020年1月にPARCO劇場が再オープンした際には、こけら落とし公演として『志の輔らくご 〜PARCO劇場こけら落とし〜』が上演、冒頭では、志の輔が三番叟を舞ったのちに落語に入った。2021年も公演が予定されていたが、公演初日の前日である2021年1月4日に志の輔の体調不良により全公演中止が決定した[8]。
- 2004年の「志の輔らくご in パルコ vol.9」で初演された新作落語『歓喜の歌』では、落語演目終了後、高座の後ろ幕が開き、雛壇に並んだ本物のママさんコーラスグループによって『歓喜の歌』が合唱された。この際、志の輔は引き抜きで燕尾服風な衣装に着替え、指揮の真似をした。『メルシーひな祭り』を講演時も、落語演目終了後に高座の後ろ幕が開き、『メルシー――』の登場人物である商店街の店主らが登場、雛壇上に並んだ。このように、大きなステージでの連続公演などでは、舞台装置、照明効果、音響効果などを駆使して演劇的な要素も取り入れた演出を行う。
- 落語以外の古典芸能である狂言や能とコラボレーションした新作落語も口演し、狂言師、能楽師との共演もしている。

## エピソード

### 学生時代
- 新入生の頃に明治大学和泉校舎で、落語研究会（落研）の先輩に学内での落語会に誘われ、先輩たちが演じる「生の落語」を初めて観る。その際、観客の学生たちが大爆笑するのに衝撃を受け、落研に入会した。それまでは、落語に対しては「NHKテレビで放送していて、お爺さんが座布団に座ってやっていて、家のお爺さんが観て楽しんでいる、お爺さん同士の楽しみ」程度の認識しか持っていなかった（生まれ育った環境などでの感想）。落研に入部後、初めて衝撃を受けたプロの落語家は、リズミカルで歌い上げるように落語を演じる3代目古今亭志ん朝。落研時代には下手ながらも真似をしており、落研の先輩の三宅裕司、後輩の渡辺正行も志ん朝の落語をコピーしていた。
- 学生時代、橋本治の母親が経営していた喫茶店に常連客として足を運んでいた。後年、志の輔は「まんがで読む古典」で、橋本が脚本を書いた徒然草の回で兼好法師を演じている[12]。

### 劇団研究生時代
様々なアルバイトをしながら、劇団の研究生として演劇の勉強をしていたが、授業の中で「訛りを直す」授業があり、数人の「訛り」のある学生に対してがメインの授業に対し不信感を覚えて、劇団の養成所には行かず、アルバイトをする生活となる（劇団の研究生になるのには、「訛りは、個人的に直してから入るのが当然だろう？」と　当時の志の輔は思った。自身は、大学在学中の落研時代に「訛り」を直された経験がある）。

### 落語家として
- 広告代理店での会社員生活を経て、7代目（自称5代目）立川談志に弟子入りを希望し、談志と面談した。志の輔の提出した履歴書を見て、談志は「あぁ〜、劇団やってみても駄目、サラリーマンやっても駄目、落語家にでもなってみようって、そういう了見なんだ。ま、そこら辺でウロウロしてろ」と話し、入門を許可した。
- 談志に入門してからの苦労を、高座や出演番組などで度々語っている。その際は、師匠・談志の偏屈な性格に苦しんだ過去をオーバーに表現する。
- その一方、談志は志の輔を「立川流の最高傑作」と高く評価している。これは、志の輔が入門3か月後に談志一門が落語協会を脱退していることから、「寄席を経験しない弟子第1号」として志の輔を「立川流の実験台」と位置付け、結果成功を収めたことによる評価である。
- 「落語で食べる（落語家で生計を立てる）」ということは、落語家を志した時から考えていなかった。「『落語家になる』『落語家でいる』ということのほうが先で、『食う』『食わない』は別物だった」とインタビューで語っている。
- 入門から数か月、志の輔は前座見習いとして師匠・談志に付き人として同行していた。路線バスでの移動中、突然、談志から「志の輔、俺やめるわ」と言われ、当初は「何をやめるんだろう？ 今日の予定は何だったろう？」と思ったが、談志の言った「やめる」とは「寄席を辞める（＝落語協会脱退）」という意味だった。
- 談志から初めて教わった落語の噺は『道灌』。談志一門では『道灌』は最初に教わる噺の一つであり、噺の中での登場人物の設定、長屋などの部屋の構造、登場人物の部屋での位置関係など、落語の表現方法における基本を教わる。

### 趣味・交友関係
- 春風亭昇太とは落語家入門が同時期であり仲が良く、互いのスケジュールが合えば2人で国内外を旅行する仲である。長らく弟弟子の志らくや生志、自らの弟子である晴の輔と異なり、笑点大喜利の代打回答者の経験がなかったが、2025年放送の正月特番にて師弟ペア大喜利で晴の輔と組む形で初めて大喜利に出演した[13]。
- 国内での各種演劇公演やミュージカル公演を頻繁に鑑賞しており、毎年1回は、休みが取れればアメリカのニューヨークへ行き（アメリカでの落語会の出演時も含む）、ブロードウェイで話題となっている演劇やミュージカル公演を鑑賞することを楽しみにしている。
- 3代目桂南光が開祖で会長を務める「宇宙意思の会」の東京支部長（名誉顧問は上岡龍太郎）。
- 放送タレントの松尾貴史、マジシャンのパルト小石（ナポレオンズ）、コメディ作家の須田泰成、春風亭昇太、コピーライターの後藤国弘、鵜久森徹らと共に、東京都世田谷区の上馬交差点近くで、「bar-closed」というバーを共同経営していた。
- サザンオールスターズの桑田佳祐は落語鑑賞を趣味としており、その中には志の輔も入っており、よく「志の輔らくご」にも訪れていることが語られている。なお、志の輔もサザンのデビュー当時からのファンであることを公言している[14]。2016年1月30日に開催された「志の輔らくご in PARCO 2016」では終演時の音楽にサザンの楽曲「東京VICTORY」が使用された[15]。
- 生まれ故郷である新湊の醤油「中六醤油」をこよなく愛しており、マイ醤油を持ち歩いている。
- 元日本テレビ放送網副会長の小杉善信は幼馴染（幼稚園が一緒）である[16]。
- 都心などに立ち喰い梅干し店などを出店し「梅干し界の革命児」と呼ばれている株式会社バンブーカット代表取締役の竹内順平は息子。玉川大学芸術学部卒業後、父に弟子入りを志願するも断られ[17]、糸井重里事務所を経て独立。2014年より気仙沼漁師カレンダーのプロデュースに携わり[18][注 2][19]、その縁で気仙沼出身のフリーアナウンサー佐藤千晶と結婚[20]、2023年10月第一子の女児（志の輔には初孫）誕生[21]。
- 30年以上喫煙を続けており、2009年には「タバコやめてネ」コンテストで1位も獲得していたが、2010年に禁煙をしている[22][23]。
- 2024年4月に林家木久扇の後任で笑点の若手大喜利からレギュラーメンバーに昇進した惣領弟子の晴の輔からは正統派な優等生ポジションを売りにしていることもあって、志の輔の名前を耳にするだけで恐縮してしまうほど頭が上がらないと度々話題に出されている。

## 主な受賞歴
- 1989年 - にっかん飛切落語会 若手落語家奨励賞[24]
- 1990年 - 第44回文化庁芸術祭賞 演芸部門、とやま賞[25] 芸術文化部門
- 1993年 - 富山県功労賞
- 2005年 - 北日本新聞文化賞 特別賞
- 2008年 - 第57回芸術選奨文部科学大臣賞 大衆演芸部門、スポニチ創刊60周年記念 第16回スポニチ文化芸術大賞 グランプリ[26]
- 2014年 - NHK放送文化賞
- 2015年 - 紫綬褒章[27][1]
- 2018年 - 第1回 富山県ふるさと貢献大賞[28][29]
- 2023年 - 第32回日本映画批評家大賞 特別賞（松永武賞）[30]、第76回中日文化賞[31]

## 主な演目

### 新作落語
- 大河への道〜伊能忠敬物語〜
- ハナコ
- 身代わりポン太
- バールのようなもの
- 買い物ヴギ
- 親の顔
- バス・ストップ
- 踊るファックス
- みどりの窓口
- はんどたおる
- 歓喜の歌
- こぶとり爺さん
- メルシーひな祭り
- 森鷗外作 高瀬舟
- ディアファミリー
- 生まれ変わり
- 江戸の夢
- 忠臣ぐらっ
- 異議なし!
- 質屋暦
- ガラガラ

### 古典落語
- お菊の皿
- 五貫裁き
- 中村仲蔵
- 牡丹灯籠
- ぞろぞろ
- やかん
- 阿武松
- だくだく
- しじみ売り
- 死神
- 紺屋高尾
- 茶の湯
- 猿後家
- 八五郎出世
- ねずみ
- 浜野矩随
- らくだ
- 井戸の茶碗
- 雛鍔
- 小間物屋政談
- 千両蜜柑
- 唐茄子屋政談
- 壺算
- 禁酒番屋
- ちりとてちん
- 三方一両損
- 花見小僧
- 宿屋の富
- ろくろ首
- 抜け雀
- 宿屋の仇討
- 芝居の喧嘩
- 唐茄子屋
- 鼠穴
- 猫の皿
- お血脈
- 御神酒徳利
- 帯久
- へっつい幽霊
- 大名房五郎
- 徂徠豆腐
- 百年目
- たけのこ
- 転失気（てんしき）
- 柳田格之進
- 文七元結
- 試し酒
- そば清

## 主な著書

### 著書
- 『笑われる理由』（1991年、祥伝社）
- 『仕事発見（42）落語家』（1997年、実業之日本社）
- 『しのすけのものさし』（1998年、毎日新聞社）
- 『志の輔の肩巾』（2002年、毎日新聞社）
- 『志の輔 旅まくら』 （2003年、新潮文庫）
- 『満月のわらい』（2004年、ぴあ）
- 『志の輔らくご的こころ』（2006年、主婦と生活社）
- 『志の輔の背丈』（2016年、毎日新聞出版）

### 絵本
- 『古典と新作らくご絵本 モモリン』立川志の輔（著）、ばばけんいち（編）、いぬんこ（イラスト）（2016年、あかね書房）
- 『お笑いえほん（2）しちふくじん』立川志の輔（著）、倉本美津留（編集）、中川学（イラスト)(2016年、岩崎書店）

### 共著・監修ほか
- 『古典落語100席』（1992年、PHP研究所 / 1997年、PHP文庫） - 選・監修
- 『志の輔・好江のつっこみ料理』（1994年、情報センター出版局） - 内海好江との共著
- 『立川志の輔のらくがき川柳新鮮流 』『平成7年版 志の輔のらくがき川柳新鮮流』『立川志の輔のらくがき川柳新鮮流 シリーズ3』（1994 - 1996年、冬青社）らくがき川柳新鮮流会（著）
- 『千字寄席』（2000年、PHP研究所） - 監修
- 『話の後始末』（2001年、マドラ出版） - 天野祐吉との共著
- 『茂山家の人びと　京都の狂言師』 - 小佐田定雄・橘蓮二との共著、2006年、淡交社）
- 『歓喜の歌』立川志の輔（原作）真辺克彦（脚本) 松岡錠司(監督・脚本)（2007年、角川文庫）
- 『21世紀のあくび指南 志の輔・宗久おもしろ落語対談 』（ざぶとん亭風流企画、2007年）のちに『志の輔・宗久 風流らくご問答』(文春文庫、2008年） - 玄侑宗久との共著
- CDブック 英語落語で世界を笑わす! シッダウン・コメディにようこそ』 （2008年、研究社） - 大島希巳江との共著
- 『大河への道』（2022年、河出文庫）協力：森下佳子、2022「大河への道」フィルムパートナーズ、執筆協力：長谷川康夫、飯田健三郎

### 写真集
- 『高座の七人』橘蓮二（撮影）吉川潮（文）（2001年、講談社文庫）
- 『立川志の輔 写真集』橘蓮二（撮影）(2009年、河出書房新社）
- 『写真集 ねことじいちゃん』岩合光昭(撮影）（2018年、クレヴィス）

### インタビュー・その他関連書籍
- 『六顔萬笑』六人の会（著）橘蓮二（撮影）小野幸恵（構成)（2004年、近代映画社）
- 『北村薫のミステリびっくり箱』北村薫（著）（2007年、角川書店）
- 『芸術の神様が降りてくる瞬間』茂木健一郎（著）（2007年、光文社）
- 『師匠噺』浜美雪（著）（河出書房新社、2007年）（講談社+α文庫、2015年)
- 『落語ファン倶楽部 vol.4 極附！志の輔・昇太 誌上ふたり会 』笑芸人（編）（白夜書房、2007年）
- 『落語家の了見―噺家30人「笑って、うなって、ジーンとする話」』浜美雪（著）（徳間書店、2010年）
- 『待ってました！花形落語家たっぷり語る』吉川潮（著）（新潮社、2011年）
- 『家の履歴書―各界12人が語る「私の原点」』梶山寿子（著）(光文社知恵の森文庫、2012年）
- 『わたしが子どもだったころ（3）』NHK「わたしが子どもだったころ」制作グループ(編)、（ポプラ社、2012年）
- 『違和感のススメ』松尾貴史（著）（2020年、毎日新聞出版） - 立川志の輔×松尾貴史対談「違和感とは共感である」

## 主なCD・DVD・ビデオテープ

### CD
- 『志の輔らくご　両耳のやけど　1〜10』　テイチクエンタテインメント
  - 1.お血脈・蜘蛛駕籠
  - 2.宿屋の仇討・千両みかん
  - 3.八五郎出世・芝居の喧嘩
  - 4.井戸の茶碗
  - 5.唐茄子屋
  - 6.鼠穴
  - 7.紺屋高尾
  - 8.小間物屋政談
  - 9.らくだ
  - 10.五貫裁き・茶の湯
- 『志の輔らくご　らくごのごらく　1〜5』　ソニー・ミュージックジャパンインターナショナル
  - 1.はんどたおる・死神
  - 2.へっつい幽霊・雛鍔
  - 3.みどりの窓口・しじみ売り
  - 4.抜け雀
  - 5.新・八五郎出世
  - 6.帯久
- 『志の輔らくごBOX』CD5枚組　コロムビアミュージックエンタテインメント
  - (1)バスストップ・猫の皿
  - (2)だくだく・踊るファックス
  - (3)猿後家・ねずみ
  - (4)みどりの窓口・御神酒徳利
  - (5)帯久

### DVD
- 『志の輔らくご in パルコ　vol.9』　パルコエンターテインメント
  - こぶ取り爺さん・歓喜の歌・浜野矩随
- 『志の輔　らくごのおもちかえりDVD　1〜3』　アスミックエース
  - 1.歓喜の歌 2007
  - 2.ガラガラ
  - 3.メルシーひな祭り
- 『午前様らいぶ　1〜5』
  - 1.三軒長屋
  - 2.百年目
  - 3.山崎屋
  - 4.宿屋の仇討
  - 5.紺屋高尾

### ビデオテープ
- 『志の輔らくご　午前様らいぶ　1〜3』
  - 1.親の顔・ねずみ　（2001.1.6　サントリーホール　収録）
  - 2.みどりの窓口・ぬけ雀　（2002.1.12　サントリーホール　収録）
  - 3.バスストップ・井戸の茶碗　（2003.1.11　サントリーホール　収録）

## タレント活動
- 1985年ごろから、落語以外でのタレント業でもテレビ、ラジオで活躍しており、テレビ番組では『ためしてガッテン』→『ガッテン!』（NHK総合）にて司会者として出演。当番組での安定感のある司会ぶりは評価が高く、長期に渡って務め上げている。ほぼ同趣向の番組『スーパー知恵MON』（TBSテレビ）の司会を掛け持ちした時期もある。
- 2012年、特別番組として19年ぶりに復活した『100万円クイズハンター』（テレビ朝日）では、オリジナル版の柳生博に代わり2代目司会者を担当した（番組名は『復活!100万円クイズハンター2012』）。
- ラジオでは『志の輔ラジオ 土曜がいい!』（文化放送）内の「志の輔特選落語」コーナーにおいて名人上手の落語録音を放送し、落語の普及に務めた。同番組終了後、2007年4月からは『志の輔ラジオ 落語DEデート』（文化放送）のパーソナリティを務めており、番組内で同様に落語録音を放送している。過去にも、担当のラジオ番組で落語の放送をしていたことがある。
- その他、ゲストとしてテレビ番組、ラジオ番組に出演することも多い。

## 現在の出演番組

### テレビ番組
- わかる国語 読み書きのツボ 5・6年（2006年、NHK Eテレ、毎週水曜 10:45 - 11:00） - “悪ツボくん”の声
- ミチガタリ（2022年10月1日 - 、日本テレビ、毎週土曜 22:54 - 23:00） - ナビゲーター[32]

### ラジオ番組
- 志の輔ラジオ 落語DEデート - パーソナリティ
  - （2008年4月6日 - 、文化放送、毎週日曜 6:00 - 6:40）（2008年4月 - 全国4局でも放送）
  - （2007年4月7日 - 2008年3月29日、文化放送、毎週土曜 7:00 - 7:55）（2007年10月 - 全国8局でも放送）
- 志の輔&雷鳥のなんでか?ニッポン - パーソナリティ
  - （2018年4月 - 、北日本放送他各局ネット）

## 過去の出演番組

### テレビ番組
テレビドラマ
- 太陽にほえろ!（1976年4月16日、日本テレビ） #196「言葉の波紋」 - 自動車整備工役（本名の竹内照雄名義）[33]

バラエティ・情報番組
- 朝のホットライン（1985年 - 1989年、TBSテレビ） - リポーター
- クイズ世界はSHOW by ショーバイ!! （1988年 - 1995年、日本テレビ） - ナレーション、レポーター、特番での早押しクイズ司会
- クイズ日本昔がおもしろい（1988年、TBSテレビ） - 愛川欽也司会時代前期の解答者
- 土曜HOTスタジオ 志の輔のハイお昼です（富山テレビ） - 司会
- 志の輔トマトクラブ（富山テレビ） - 司会
- 運命GAME （1991年、フジテレビ）- ゲーム進行役
- くらべてみれば（1991年、NHK総合）- 司会
- まんがで読む古典（1992年、NHK教育） - 徒然草の回で吉田兼好を演じる。
- タモリの音楽は世界だ（1992年、テレビ東京） - 準レギュラー
- なんとかしてヨ!（1992年、テレビ東京） - 司会
- トランタン白書（テレビ東京） - 司会
- 紺野美沙子の科学館（テレビ朝日） - レポーター
- 落語のピン（1993年、フジテレビ）
- なせばなるほど（1994年、NHK総合） - パネリストとして出演。
- ためしてガッテン（1995年3月29日 - 2016年3月16日、NHK総合） - 司会
- スーパー知恵MON（1999年 - 2000年、TBSテレビ） - 司会
- 志の輔らくご in Parco（2005年12月28日 19:40 - 22:00 ほかリピート放送、WOWOW）
  - 『こぶとり爺さん』『歓喜の歌』『浜野矩随』を放送（2004年12月9日収録、「志の輔らくご in パルコ Vol.9」より）。
- 志の輔らくご in Parco 十年、ひと笑い。（2006年2月25日 12:55 - 15:25 ほかリピート放送、WOWOW）
  - 『はんどたおる』（2006年1月6日収録）、『ディアファミリー』『忠臣ぐらっ』（2006年1月13日収録）を放送（「志の輔らくご in パルコ Vol.10」より）。
- 情熱大陸 「落語家・立川志の輔 落語という笑いにかくも深刻な人はいない」（2007年1月7日 23:00 - 23:30、毎日放送、ドキュメンタリー）
- 志の輔らくごの世界へようこそ 其の壱（2007年3月21日 11:30 - 13:50 ほかリピート放送、WOWOW）
  - 『メルシーひな祭り』『中村仲蔵』を放送（2007年1月6日収録、「志の輔らくご in パルコ vol.11」より）。
- 笑う岐阜に福来る 第4回全日本学生落語選手権（2007年3月25日 8:00 - 8:55、NHK-BS2） - 「第4回 全日本学生落語選手権・策伝大賞」の審査員として参加。
- 志の輔らくごの世界へようこそ 其の弐（2007年4月30日 11:00 - 13:20 ほかリピート放送、WOWOW）
  - 『徂徠豆腐』『七福神』（2007年1月13日収録）、『新版・しじみ売り』（2007年1月20日収録）を放送（「志の輔らくご in パルコ vol.11」より）。
- わたしが子どもだったころ（2007年9月19日 22:00-22:44、NHK-BShi。別放送日にNHK総合テレビでも数回放送） - 本人も出演、ナレーション。役者による子供時代の再現ドラマなどがあった。
- 志の輔らくご in PARCO 2008年　歓喜の歌（2008年4月29日 12:10 - 13:40 ほかリピート放送、WOWOW）
  - 『歓喜の歌』（2008年1月19日収録、「志の輔らくご in パルコ 2008」より）を放送。映画『歓喜の歌』メイキング映像や出演者のインタビューなども担当。
- ソロモン流 「落語家・立川志の輔を徹底解明」（2008年9月14日 21:54 - 22:48、テレビ東京、ドキュメンタリー）
- 志の輔らくご in PARCO 2009（2009年3月20日 9:30 - 11:50、WOWOW）
  - 『狂言長屋』『柳田格之進』を放送（2009年1月26日収録、「志の輔らくご in パルコ 2009」より）。番組中盤、過去の「志の輔らくご in PARCO」より「名場面・名フレーズ集」。
- 志の輔らくご in PARCO 2010（2010年3月22日 18:00 - 20:20、WOWOW） 
  - 『身代りポン太』『踊るファックス2010』『中村仲蔵』を放送（2010年1月30日収録、「志の輔らくご in パルコ 2010」より）。
- 桂三枝のすべて 〜六代桂文枝襲名〜（2012年7月29日、NHK BSプレミアム）
- 復活!100万円クイズハンター2012（テレビ朝日） - 司会
- ガッテン!（2016年4月13日 - 2022年2月2日、NHK総合） - 司会
- SWITCHインタビュー 達人達（たち）（

NHKEテレ）
- - 芸術か芸能か 市村正親×立川志の輔（2016年8月13日）
  - 立川志の輔×東京03・飯塚悟志（2023年7月27日・8月3日）
- 樹木希林さん特別番組 〜おもしろうて、やがて不思議の樹木希林〜（2019年9月10日、テレビ朝日）[34]　- MC
- 劇場の灯を消すな! PARCO劇場編（2020年10月31日 、WOWOW）

### テレビドラマ
- 水曜プレミア「大岡多聞の事件日誌」（主演：みのもんた。2005年、TBSテレビ） - ナレーション
- 林家三平ものがたり おかしな夫婦でどーもスィマセン!（2006年、テレビ東京） - 3代目三遊亭金馬 役

### ラジオ番組
- かってに志の輔（1989年、TBSラジオ）
- 志の輔ラジオ 気分がいい!（1990年 - 1996年、文化放送） - パーソナリティ
- 山藤章二プロデュース 立川志の輔のステージキング!（文化放送）
- 志の輔ラジオ 土曜がいい!（2003年 - 2007年3月31日、文化放送） - パーソナリティ
- ときめき放送局 ニューウェーブ25時（1985年 - ?、アール・エフ・ラジオ日本） - パーソナリティ（小川乃り子、松澤一之と）
- 若者通り22時 夜はこれから（1985年 - 1986年、茨城放送） - 火曜日パーソナリティ
- 志の輔 らくごのごらく（放送期間不明、北日本放送ラジオ） - パーソナリティ
- 志の輔・シゲルのてるてるシゲシゲ - パーソナリティ（毎週日曜 12:30 - 13:00、再放送 毎週月曜 20：00〜20：30、2009年4月 - 2013年9月、北日本放送ラジオ、全国11局でも放送）
- 志の輔&もみの師匠!コレ知ってます? - パーソナリティ（毎週日曜 12:30 - 13:00、2014年1月 - 2018年4月、北日本放送ラジオ、全国12局でも放送）
- 月刊志の輔レディオ（放送期間不明、FMとやま） - パーソナリティ
- 志の輔落語 スペシャルセレクション（放送期間不明、FMとやま） - パーソナリティ
- 立川志の輔の無イミダス（放送期間不明、FMとやま） - パーソナリティ
- 立川志の輔の無イミダス2000（放送期間不明、FMとやま） - パーソナリティ
- 立川志の輔の無イミダス21（放送期間不明、FMとやま） - パーソナリティ
- 志の輔のおしゃべりアフター5（放送期間不明、FMとやま） - パーソナリティ

## 映画
- 釣りバカ日誌13 ハマちゃん危機一髪!（2002年） - 黒部の秘書 役
- ゲゲゲの鬼太郎（2007年） - 化け草履 役（声の出演）
- 歓喜の歌（2008年） - タクシーに乗車した落語家 役
- RAILWAYS 愛を伝えられない大人たちへ（2011年） - 出前のオヤジ 役
- かぐや姫の物語（2013年） - 斎部秋田 役
- 人生の約束（2016年） - 近藤陽介 役[35]
- ねことじいちゃん（2019年） - 主演・春山大吉 役
- 映画 えんとつ町のプペル（2020年） - ブルーノ 役（声の出演）[36]
- 大コメ騒動（2021年） - 尾上公作 役
- 大河への道（2022年） - 梅さん / 梅安 役[37]
- 僕の町はお風呂が熱くて埋蔵金が出てラーメンが美味い。(2023年） - 近藤陽介 役（友情出演）

## CM
- わんこそば焼酎
- 養命酒
- ペヤングソースやきそば
- ペヤングワンタン
- リンレイ風呂釜クリーナー（1986年）
- KATEKYOグループ（1993年 - 2012年）[38] - 各道県で家庭教師協会、家庭教師ネットワークなどの名称で運営されている業者の共通CM
- キリン 北陸づくり
- 伊藤園 一日分の野菜
- 北陸銀行 - ナレーション
- カシオプリン写ル（2012年 - 2013年）
- 通販生活
- 富山県（北陸新幹線開通CM)（2014年）[39]
- 富山米
- パルコ（2010年、2020年新春グランバザール[40]）
- 自動車整備振興会 -ラジオCM
- 龍角散（龍角散ダイレクトスティック、2024年12月から弟子の晴の輔と共演）
- パナソニック 「Panasonic リフォーム」（2016年）[41]
- 月世界本舗 まいどはや - ナレーション

## その他
- ゴジラVS怪獣軍団 君も怪獣博士になれる! - 1989年に映画『ゴジラvsビオランテ』の宣伝を含めて製作されたオリジナルビデオ。本人が進行役を務めている。
- 万葉線 - 土・日・祝日のみ、出身地を走る万葉線で車内アナウンスや沿線案内（声のみ）を行っている。
- NHK紅白クイズ合戦 - 2009年に任天堂から発売されたWii用ゲームソフト。『ためしてガッテン』のクイズが収録されており、本人役で声の出演をしている。

## 弟子

### 真打
- 立川晴の輔
- 立川志の八
- 立川志の春

### 二ツ目
- 立川志のぽん
- 立川志の彦
- 立川志の太郎
- 立川志の麿
- 立川志の大

### その他
- 北山亭メンソーレ - 元・立川メンソーレ、地元沖縄県に帰り、活動中。
- 志ぃさー - 元・立川志ぃさー、藤木勇人。

## 演じた俳優
- 香川照之（テレビドラマ『赤めだか』、2015年12月28日）